# Newton Kulundu
Newton Kulundu (30 de junho de 1948 - 7 de março de 2010) foi um político queniano. Foi Ministro do Trabalho.